# 内蒙古师范大学附属中学
内蒙古师范大学附属中学，是中华人民共和国内蒙古自治区的一所公办高级中学。为内蒙古师范大学的附属中学，位于内蒙古自治区呼和浩特市，在巴彦淖尔市也有分校。创立于1954年，是内蒙古自治区首批重点中学和首批示范性普通高级中学之一。学校现有蒙语授课部、汉语授课部和国际部三部分。著名校友包括原内蒙古自治区政府主席云布龙，著名演员阿拉泰等。 